# Пежо тип 30
Пежо тип 30 (фр. Peugeot Type 30) је моторно возило произведено између 1900. и 1902. од стране француског произвођача аутомобила Пежо у њиховој фабрици у Оданкуру. У том раздобљу је укупно произведено 84 јединице.
Возило покреће четворотактни мотор постављен позади, произведен од стране самог Пежоа. Мотор са два цилиндра је постављен паралелно, а не у В-формату како се користио за Пежо тип 2. Мотор се налази иза возача изнад задње осовине. Његова максимална снага била је између 3 и 5 КС и преношена је на задње точкове преко ланчаног механизма.
Возило је настало даљим развојем модела 21 који се појавио на тржишту две године раније. Међуосовинско растојање возила је 165 cm, дужина 260 cm и висина 200 cm. Облик каросерије victoriette, обезбеђивала је простор за троје људи.